# Stan wyjątkowy w Egipcie (1981–2011)
Stan wyjątkowy w Egipcie (1981-2011) – stan wyjątkowy wprowadzony w Egipcie przez Husni Mubaraka po zamordowaniu Anwara as-Sadata. Stan wyjątkowy obowiązywał na terytorium Egiptu przez cały okres jego rządów i został utrzymany po rewolucji oraz przejęciu władzy przez armię.